# Totoquihuaztli I
Totoquihuatzin I fue un tlatoani de Tlacopan en el Valle de México.
Fue durante el reinado de Totoquihuatzin I que el Imperio Mexica fue formado, incluyendo la distribución del territorio y el repartimiento de tributo entre Tlacopan, Tenochtitlan y Texcoco.
En 1440 Totoquihuatzin I participó en la elección de Moctezuma I para reemplazar a Itzcoatl. Luego nuevamente en1466 Totoquihuatzin I participó en la elección de Axayacatl para preceder a Moctezuma I como nuevo tlatoani de Tenochtitlan.